# Librería Budista de Shanghai
La Librería Budista de Shanghai (en chino simplificado, 上海佛学书局) fue la editorial más grande y más importante en China dedicada a producir textos budistas.

## Historia
Librería Budista de Shanghai fundada por Yiting Wang 王一亭 y Jingwei Li 李经纬 en 1929 en Shanghái para publicar libros budistas. Gunong Fan 范古农 sirvió como redactor general desde el principio hasta por lo menos 1937. Inicialmente se localizó en el distrito de Zhabei 闸北区 en la calle de Baoshan pero posteriormente fue trasladado a la intersección de la calle de Jiaozhou y la calle de Yuyuan. En 1934 tenía 8 sucursales y más de 100 revendedores. También en ese año comenzaron a publicar ediciones en madera de los textos recogidos por Yang Wenhui.
A partir de 1935 también produjeron un conjunto de 5 discos de fonógrafo, y produjeron un segundo conjunto de 6 en 1936. Estos contenían grabaciones de cantos budistas, incluyendo "En Alabanza de Amitabha 弥陀赞", "En Alabanza de Disciplina Moral y Concentración 戒定赞" , "El Dhāraṇī de Gran Compasión Nilakantha dharani 大悲咒", "Los Tres Refugios 三皈依" y "El Corazón Sūtra 心经". A partir de marzo de 1933 difundieron cánticos de sutras budistas en la Estación de Radiodifusión de Shanghai Yongsheng, y en 1936 establecieron su propia estación de radio budista, llamada la Estación de Radiodifusión de Shanghai Huaguang.
Shanghai Buddhist Books era una compañía cotizada cuyo precio de la acción se fijó en 10 yuan. Yiting Wang era el presidente del consejo de administración, que incluía a Chuqing Di 狄楚青, Ding Fubao 丁福保, Guangcheng Zhu 诸广成, Shiseng Zhu 朱石僧 y Jingwei Li. En 1908 Ding había fundado la prensa médica 医学书局, que había publicado muchos textos budistas en los años 20 como parte de una serie budista 佛学丛书. También publicó un conjunto de sūtras budistas de bolsillo.
La prensa continuó operando hasta 1966. En 1991 fue resucitada por la Asociación Budista de Shanghái 上海佛教協會 en la calle de número 418 de Chángdé, a dos cuadras de su antigua ubicación.

## Trabajos destacados publicados
- Las Obras Completas de Taixu 太虛叢書
- Colección Dharma de Yuanying 圓瑛法匯
- Conferencias grabadas de Dixian 諦閑講錄
- La colección corta de estudios budistas佛學小叢書
- Budismo Semestral 佛學半月刊
- El sonido de la marea del mar 海潮音